# Kazimierz Lorenz (1896–1973)
Kazimierz Franciszek Lorenz (ur. 31 marca 1896 we Lwowie, zm. 14 listopada 1973 we Hanowerze) – kapitan sanitarny Wojska Polskiego.

## Życiorys
Urodził się 31 marca 1896 we Lwowie jako syn Franciszka. W młodości był zawodnikiem Czarnych Lwów.
Podczas I wojny światowej służył w Legionach Polskich w szeregach 1 Pułku Piechoty w składzie I Brygady.
Po odzyskaniu przez Polskę niepodległości został przyjęty do Wojska Polskiego. W 1923 pełnił służbę w Oddziale V Sztabu Generalnego, w charakterze urzędnika wojskowego w XI randze służbowej. Z dniem 1 marca 1924 Prezydent RP przemianował go na oficera zawodowego w stopniu kapitana ze starszeństwem z dniem 1 grudnia 1920 i 17. lokatą w korpusie oficerów administracji, dział kancelaryjny i przeniesiony do Departamentu Kawalerii Ministerstwa Spraw Wojskowych. Następnie został zweryfikowany w stopniu kapitana w korpusie oficerów administracyjnych w grupie oficerów sanitarnych z dniem 1 grudnia 1920. W latach 1928–1934 pełnił służbę w Departamencie Zdrowia Ministerstwa Spraw Wojskowych w Warszawie. W 1939 służył w Centrum Wyszkolenia Sanitarnego na stanowisku referenta mobilizacyjnego.
Przebywał w niemieckiej niewoli, w Oflagu VI E Dorsten . Po zakończeniu II wojny światowej pozostał na emigracji, zamieszkując w Hanowerze w Niemczech Zachodnich. W 1963 został awansowany przez władze RP na uchodźstwie na stopień majora w korpusie oficerów służby zdrowia. Został członkiem Koła Lwowian.
Zmarł 14 listopada 1973 w Hanowerze. Został pochowany w tym mieście.

## Ordery i odznaczenia
- Krzyż Niepodległości (23 grudnia 1933)[13]
- Krzyż Walecznych (dwukrotnie, przed 1924)[1]
- Srebrny Krzyż Zasługi (25 maja 1929)[14]